# Bistrup (Extertal)
Bistrup ist ein zum Ortsteil Almena gehörender Weiler der lippischen Gemeinde Extertal in Nordrhein-Westfalen in Deutschland.

## Geographie

### Geographische Lage
Der aus wenigen Höfen bestehende Weiler liegt südlich von Almena und rund vier Kilometer nordwestlich der Bösingfelder Ortsmitte.

### Gewässer
Durch Bistrup fließt der Kollerbach, der östlich von Almena in die Exter mündet.

## Geschichte
Bistrup wurde 1444 als Byssendorpe erstmals schriftlich erwähnt.
Im Laufe der Jahrhunderte sind folgende Versionen ebenfalls als Ortsnamen belegt: Byssentroppe (1535, im Landschatzregister), Byssentrup und Byssentropp (1545), Bissentorpp (1562), Bistorff (1590, im Landschatzregister), Bistörpf (1618) sowie Bistrup (1745).

### 20. Jahrhundert
Mit dem Gesetz zur Neugliederung des Landkreises Lemgo (Lemgo-Gesetz) wurde Almena mit den Weilern Bistrup, Berg, Malmershaupt und Schneppel zum 1. Januar 1969 ein Ortsteil der Gemeinde Extertal. Der Kreis Lemgo ging am 1. Januar 1973 im Zuge der nordrhein-westfälischen Kreisreform im Rahmen des Bielefeld-Gesetzes durch Vereinigung mit dem Kreis Detmold im heutigen Kreis Lippe auf.

## Wirtschaft und Infrastruktur

### Öffentlicher Nahverkehr
In Bistrup gibt es eine Bushaltestelle der Linien 810 (Regionalbus) und 810AL (Anruf-Linien-Fahrt).
Der nächste Haltepunkt der östlich verlaufenden „Extertalbahn“ befindet sich in Bösingfeld.